# フェルビースト (小惑星)
フェルビースト (2545 Verbiest) は小惑星帯に位置する小惑星。ベルギーの天文学者ウジェーヌ・デルポルトがベルギー王立天文台で発見した。
フランドル出身で、イエズス会の宣教師として清代中国を訪れ、欧州の科学技術を中国に伝えたフェルディナント・フェルビースト（Ferdinand Verbiest、漢名は南懐仁）に因んで命名された。